# Sven Tolling
Sven Torgny Tolling, född 25 januari 1944 i Hagfors församling i Värmlands län, död 15 december 2007, då hemmahörande i USA och i Strömsholm på Orust i Sverige, var en svensk veterinär och ridsportförbundets ordförande.
Sven Tolling var son till bankkamrer Verner Napoleon Tolling och Dagmar Kristina Ljungh. Han växte upp i Uddeholm i Värmland. Efter gymnasium blev han 1965 student på Kungliga Veterinärhögskolan där han senare tog veterinärexamen. I 40-årsåldern lämnade han Sverige för att arbeta inom amerikansk läkemedelsindustri. I USA var han bland annat ansvarig för den veterinärmedicinska avdelningen vid läkemedelsföretaget Pfizer. Han utsågs 1999 till veterinärmedicine hedersdoktor vid Sveriges Lantbruksuniversitet.
Han hade olika förtroendeuppdrag, i unga år som ordförande i studentkåren och senare som ordförande för Veterinärmedicinska föreningen. Vidare var han en framgångsrik tävlingsryttare som nådde elitnivå, verkade som ridlärare och satt som ordförande i Svenska Ridsportförbundet 2001–2007.
Sven Tolling var från 1971 till sin död gift med veterinären Kerstin Thorén Tolling (född 1944) och fick ett barn 1975.